# Heungseon Daewongun
Heungseon Daewongun (koreanisch: 흥선 대원군), auch als Daewongun (대원군) bekannt (* 21. Dezember 1820 in Hanseong, Joseon; † 22. Februar 1898 in Seongjeosimni, Koreanisches Kaiserreich), war Vater des 26. Königs der Joseon-Dynastie, Gojong und während der Jugend seines Sohnes von 1864 bis 1873 Regent des Reiches.

## Frühes Leben
Heungseon Daewongun wurde am 21. Dezember 1820 unter dem Namen Yi Ha-eung (이하응) in Hanseong geboren. Sein Vater war Namyeongun (님영군), ein Enkel von Prinz Sado (사도), der seinerzeit von seinem Vater, König Yeongjo (영조), getötet worden war. Yi Ha-eungs Name als Erwachsener war später Sibaek (시백, 時伯), sein Spitzname Seokpa (석파, 石坡). Nach seinem Tod bekam er den Titel Heonui (헌의, 獻懿).

## Regent des Joseon-Reiches
Als Yi Ha-eungs Sohn, Yi Myeong-bok (이명복), am 21. Januar 1864 (13. Dezember 1863 n. d. Mondkalender) die Nachfolge von König Cheoljong (철종) auf den Königsthron antreten musste, war er gerade erst elf Jahre alt und damit nicht in der Lage, das Land zu regieren. Folglich übernahm Yi Ha-eung die Regierungsgeschäfte im Namen seines Sohnes und trug seither den Titel eines Daewongun („Prinzregent“, wörtlich übersetzt etwa „Prinz des Großen Hofs“ oder „Großer Prinz im Inneren“; dieser Titel war dem regierenden Vater eines Königs vorbehalten), verbunden mit dem Namen Heungseon. Er verfügte zwei Jahre später die Vermählung von König Gojong mit der ein Jahr älteren Min Chi Rok, einer Tochter aus dem Min-Klan, die als Königin Myeongseong (명성) oder in Kurzform als Königin Min (민) bekannt wurde. Die Hochzeit fand nach dem Mondkalender am 20. März 1866 im Changdeokgung (창덕궁), dem Palast der glänzenden Tugend in Hanseong statt.
Heungseon Daewongun nutzte seine Macht für Reformen, die er mit dem Ziel verfolgte, eine starke Monarchie zu formen. So entmachtete er die vier einflussreichsten Klans des Landes, die wechselweise starken Einfluss auf den Königshof und die Regierungsgeschäfte hatten. Auch änderte er das Besteuerungssystem dahingehend, dass die sogenannte Militär-Kleidungs-Steuer, die die einfachen Leute zu zahlen hatten, in eine Haushaltssteuer geändert wurde, wovon nun auch die Yangban-Klasse (양반) betroffen war. Des Weiteren sorgte er dafür, dass der Gyeongbokgung-Palast (경복궁), der während des Imjin-Kriegs von japanischen Invasoren zerstört wurde, wieder aufgebaut wurde. Die Rekonstruktion des Palastes dauerte lediglich zwei Jahre und kostete aber dem Staat ein Vermögen.
Innenpolitisch versuchte er den Einfluss der privaten Akademien im Land, Seowon (서원) genannt, durch seine repressive Politik zu reduzieren, womit er sich unter anderem viele Feinde in der Klasse der Gelehrten schuf. Im Jahr 1871 ließ er 650 dieser Institutionen schließen und erlaubte lediglich 47 Einrichtungen weiterhin ihren Betrieb.
In der Außenpolitik verfolgte Heungseon Daewongun eine Fortsetzung der traditionellen Isolationismuspolitik gegenüber den europäischen Kolonialmächten und westlich geprägten Einflüssen. 1866 gab er aus einem Zusammenspiel von Gründen seine anfänglich relativ tolerante Politik gegenüber der christlichen Bewegung im Land auf und ließ ab Anfang 1866 Katholiken verfolgen und neun Missionare der Pariser Mission sowie eine große Anzahl zum Christentum Konvertierte hinrichten. Diese sogenannten Verfolgungen von Byeong-in lösten noch im selben Jahr eine Französische Strafexpedition nach Korea aus, die aber scheiterte. Ebenfalls 1866 wurde in Korea das bewaffnete Handelsschiff General Sherman zerstört. Eine Amerikanische Expedition nach Korea 1871 sollte diesen Vorfall mehrere Jahre später aufklären, wurde an diesem Vorhaben allerdings ebenfalls gehindert. Beide dieser Marine-Expeditionen versuchten, auf der Insel Ganghwado zu landen und so eine Kapitulation oder Reaktion Seouls zu erzwingen, scheiterten aber an der energischen und zunehmend unversöhnlichen Haltung des Daewonguns. Dieser nahm die ständigen Vorstöße westlicher Mächte als dreiste Eingriffe wahr, mobilisierte alles ihm zur Verfügung stehende Militär für die Abwehr von Eindringlingen und verschärfte zugleich auch im Inland die Repressionen gegen Ausländer und Christen, denen bis 1872 tausende Koreaner zum Opfer fielen.

## Entmachtung
Mit der Entmachtung der Yangban-Klasse und seinem Kampf gegen die Seowon hatte sich Heungseon Daewongun über die knapp zehn Jahre seiner Regentschaft viele Feinde gemacht, und dass er einer Vertreterin des Min-Klans zur Macht am Hofe verhalf, kam erschwerend hinzu. Im Dezember 1873 musste er schließlich seine Macht an seinen Sohn Gojong abgeben, nachdem der konfuzianische Gelehrte Ikhyeon (익현) eine Klageschrift gegen ihn verfasste und ihn darin denunzierte. König Gojong und seine Frau nutzten die Gelegenheit, Heungseon Daewongun aus der Regierung zu entfernen, um dessen isolationistische Politik zu beenden und das Reich gegenüber anderen Ländern wieder zu öffnen.

## Sein Kampf um die Macht
1881 strebte Heungseon Daewongun danach, die Macht wiederzuerlangen, indem er versuchte, seinen Sohn, König Gojong, durch seinen ältesten Sohn Yi Jae-seon (이재선) zu ersetzen. Die Verschwörung im Jahr 1882 misslang, König Gojong und seine Frau konnten fliehen. Königin Min rief die chinesische Regierung zu Hilfe, die kurz darauf 4000 Soldaten zum Palast nach Hanseong entsandte und den Aufstand beendete. Yi Jae-seon und mehr als 30 seiner Gefolgsleute wurden hingerichtet. Heungseon Daewongun wurde von chinesischen Truppen verhaftet und nach Peking gebracht, wo er bis 1885 bleiben musste. Im Zuge der Gabo-Reformen sorgte der Einfluss der japanischen Regierung dafür, dass Heungseon Daewongun 1894 wieder Teil der Regierung wurde und die Reform unterstützen sollte. Doch der Ming-Klan, der hinter der Königin stand, sorgte dafür, dass Heungseon Daewongun wieder aus der Regierung entfernt wurde.
Am Morgen des 8. Oktober 1895 beteiligte sich Heungseon Daewongun an der Erstürmung des Palasts des Königs Gojong durch japanische Soldaten. Gojong wurde im Palast eingesperrt, während die Soldaten Königin Min erschossen und später ihren Körper verbrannten. Welche Rolle Heungseon Daewongun bei der Ermordung der von ihm gehassten Königin spielte, blieb im Unklaren.

## Tod
Heungseon Daewongun lebte bis zu seinem Tod im Unhyeongung (운현궁), dem Palast, der 1864 von König Gojong errichtet wurde. Er verstarb am 22. Februar 1898 und wurde in Yongsan-gu (용산구) beerdigt. 

## Fotogalerie

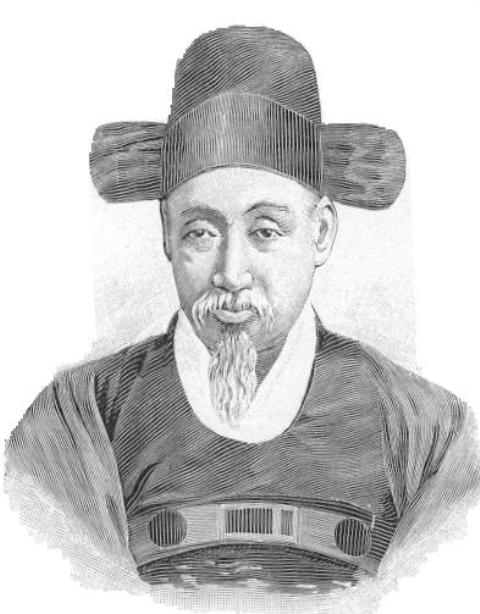
Porträt, Zeichnung um 1870
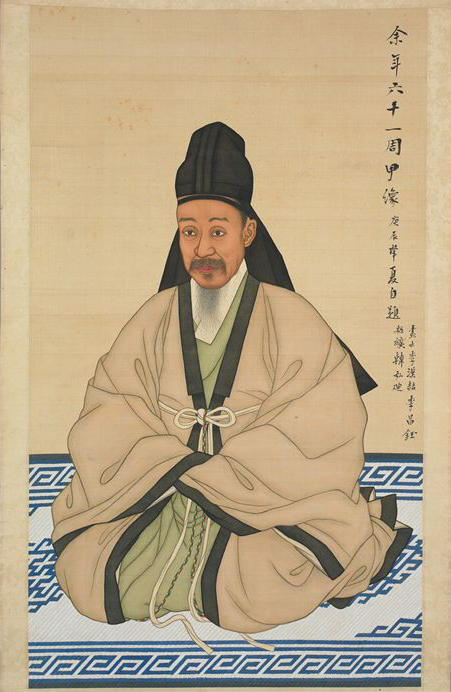
Gemälde aus dem 1880
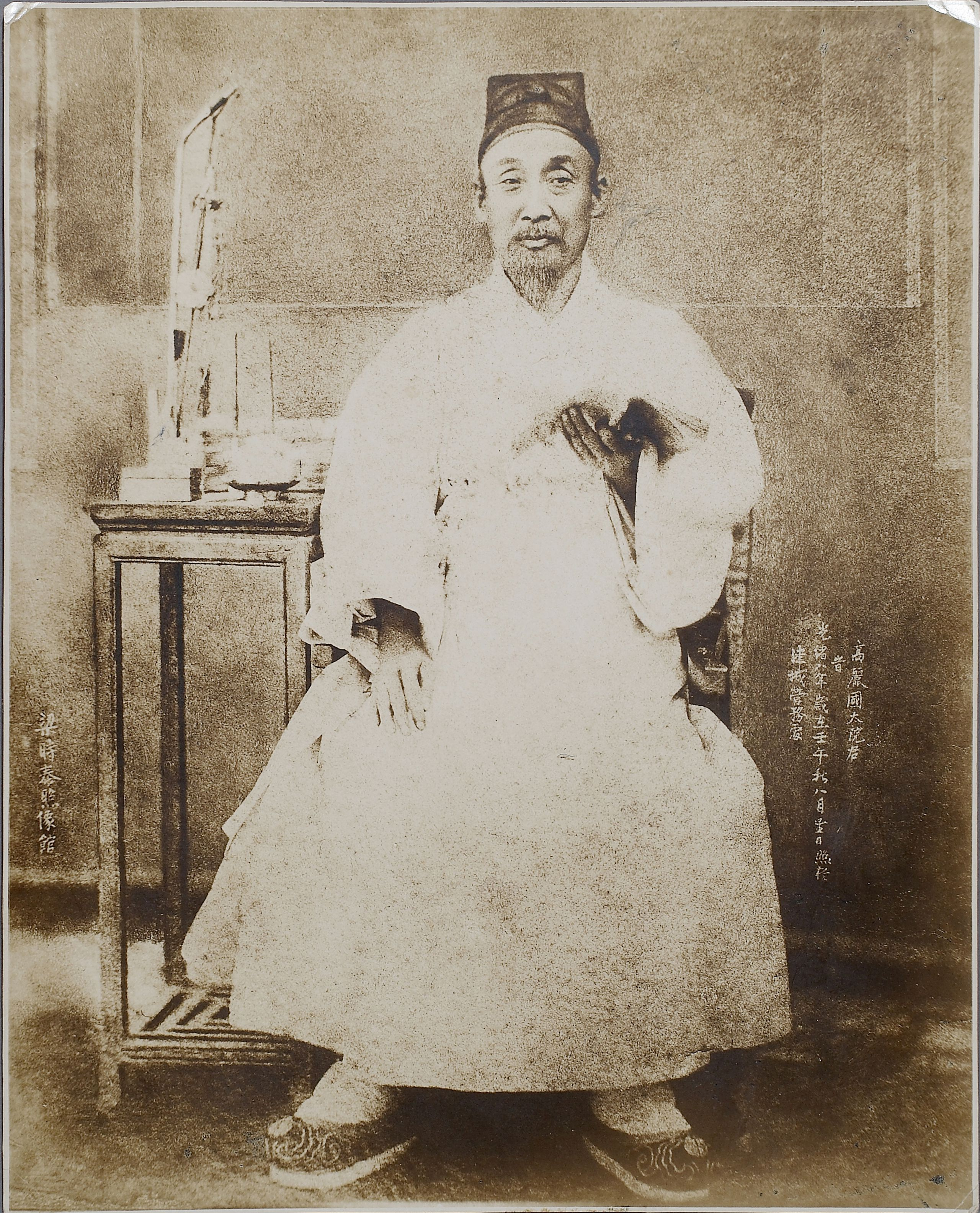
Foto aus dem Jahr 1883
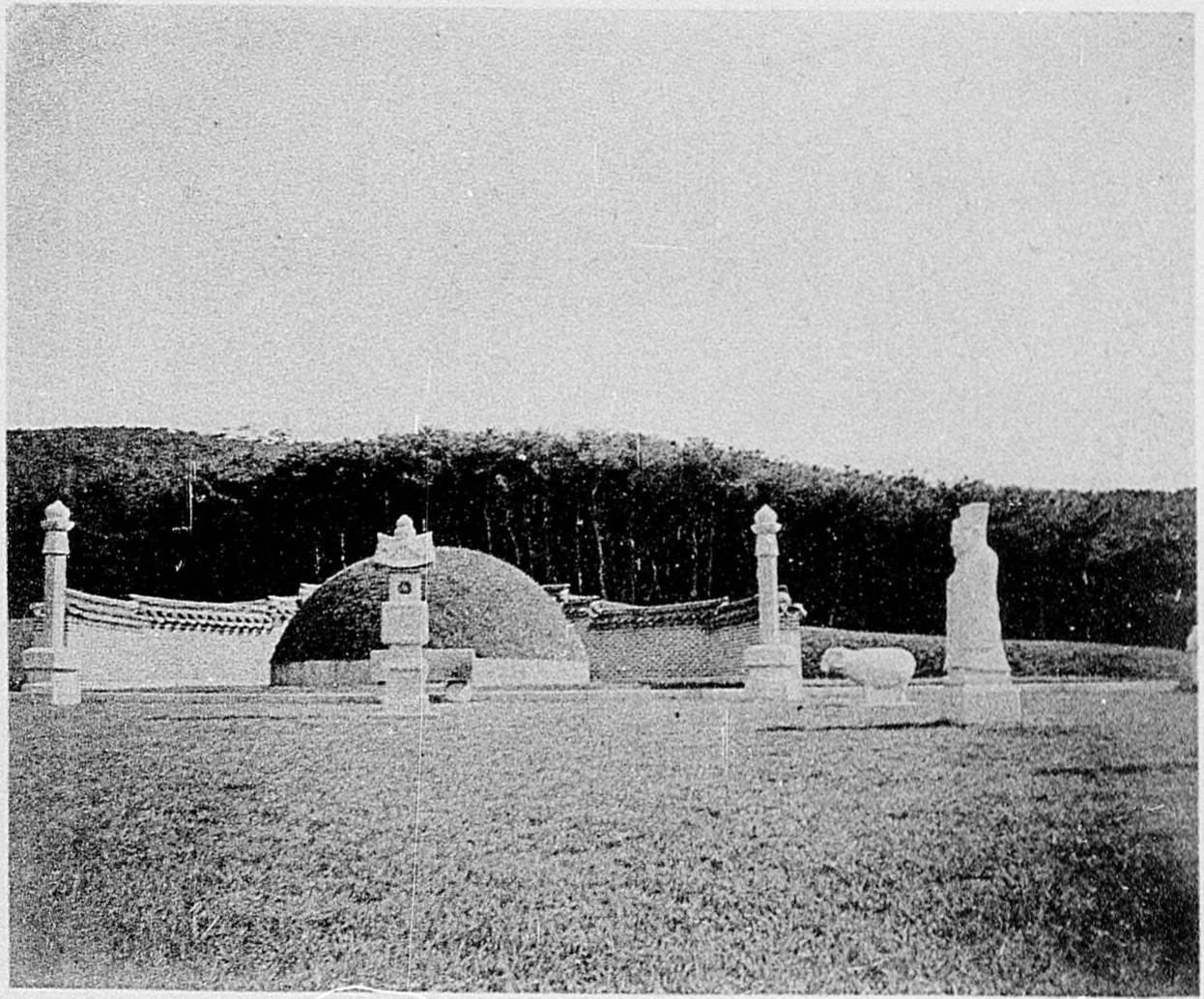
Grabmal von Heungseon Daewongun in Yongsan-gu